# 乌特·奥伯霍夫纳
乌特·奥伯霍夫纳（德語：Ute Oberhoffner，1961年9月15日—），德国女子雪橇运动员。她曾代表东德参加1984年和1988年冬季奥林匹克运动会雪橇比赛，获得一枚银牌和一枚铜牌。